# Les Secrets (mini-série)
Pour les articles homonymes, voir Secrets et Les Secrets.
Les Secrets est une mini-série télévisée française en trois épisodes de 52 minutes écrite par Clothilde Jamin et Clélia Constantine, d'après une idée de Clothilde Jamin et de Stanislas Marsil et réalisée par Christophe Lamotte. Elle a été diffusée pour la première fois en Belgique le 1er mai 2018 sur La Une, en Suisse le 9 décembre 2018 sur RTS Un, et en France le 11 décembre 2018 sur France 3.

## Synopsis
Sarah, Alex et leur fils Paul ont tout pour être heureux. Mais, les vacances dans la famille d'Alex tournent au cauchemar. Le corps d'Alex est retrouvé au pied d'une falaise. La police conclut à un suicide. Sarah rentre à Lyon. Elle essaie de comprendre ce qui a conduit son mari à commettre l'irréparable. Un jour, elle reçoit une lettre d'amour adressée à Alex de la part d'une certaine Inès. Sarah décide de partir à sa recherche.

## Distribution
- Claire Keim : Sarah, femme d'Alex Aguze
- Marie Bunel : Hélène Aguze, mère d'Alex
- Samuel Jouy : Yann Kasik, commandant de gendarmerie
- Yann Trégouët : Matthieu Aguze, frère d'Alex
- Anne Caillon : Nadine, lieutenant de gendarmerie
- Bastien Bouillon : Louis Aguze, frère d'Alex
- Géraldine Martineau : Justine, femme de Louis
- Camille Aguilar : Lili Aguze
- Gaspard Pasquet : Paul Aguze, fils de Sarah et Alex
- Cyril Garnier : Alex Aguze
- Lucienne Deschamps : Léonie Combaluzier
- Loqman Menas : Jamel, gendarme
- Théo Christine : Nico, petit copain de Lili
- Hocine Choutri : Xavier Dugeais
- Martine Coste : la légiste
- Pascal Casanova : René, le patron du bar
- Linda Massoz : l'employée de la mairie
- Yannig Samot : Denis
- Hacham Fayssal : malfrat canoé
- Swan Demarsan : le prêtre
- Fabien Rousseau : planton gendarmerie

## Fiche technique
- Réalisation : Christophe Lamotte
- Scénario : Clothilde Jamin et Clélia Constantine, d'après une idée de Clothilde Jamin et de Stanislas Marsil
- 1er assistante réalisateur : Laure De Butler
- Photographie : Benjamin Louet
- Son : Benoît Iwanesko
- Producteur : Stéphane Marsil
- Productrice associée : Clothilde Jamin
- Sociétés de production : Beaubourg Stories - Beaubourg Audiovisuel, avec la participation de France Télévisions, en coproduction avec Be-Films et la RTBF et la participation de TV5 Monde et du Centre national du cinéma et de l'image animée
- Directeur de production : José De Hita
- Costumes : Sarah De Hita
- Maquillage : Sophie Pré
- Décors : Julie Sfez
- Musique : Alexandre Lessertisseur et R. Jéricho
- Pays d'origine :  France
- Langue originale : Français
- Durée : 3 x 52 minutes
- Date de diffusion : 
  -  Belgique : 1er mai 2018 sur La Une[1]
  -  Suisse : 9 décembre 2018 sur RTS Un[2]
  -  France : 11 décembre 2018 sur France 3[3]

## Tournage
La minisérie a été tournée en Ardèche, plus précisément à Jaujac, Freyssenet, Aubenas et Fabras, pendant six semaines, du 6 novembre au 20 décembre 2017.

## Réception critique
Pour Télé Z, « le suspens tient sur certains points de l’histoire, mais malheureusement moins sur d'autres » mais salue des « personnages [...] bien construits [qui] apportent un vrai plus à l’intrigue ». Les différentes intrigues sont jugées « un peu longues » mais le décor naturel est apprécié. Le « suspense maîtrisé et généreux en rebondissements » est salué par Télé Loisirs qui juge le « casting à la hauteur et de magnifiques paysages de montagnes ». Moustique est nettement plus sévère en qualifiant la minisérie de « "Clairekeimerie" typique, soit un drame romanesque centré autour d'un beau personnage de femme sensible qui ne demandait rien à personne » et de « quête de vérité digne d'un Lévy-Musso [sic] ».

## Audience
Lors de sa diffusion sur France 3, le 11 décembre 2018, les deux premiers épisodes ont rassemblé 3,1 millions de téléspectateurs en France, en moyenne, soit 13,2 % de part d'audience et 2,8 millions pour le 3ème épisode de la mini-série.